# Bartosz Cedzyński
Bartosz Cedzyński (ur. 20 grudnia 1990 w Łodzi) – polski siatkarz, grał na pozycji przyjmującego, zaś obecnie występuje na pozycji środkowego. Uczestniczył w rozgrywkach Młodej Ligi. 

## Przebieg kariery
| Lata                                      | Klub                            |                   |                   |                   |                   |                   |                   |                   |                   |                   |
| Kariera juniorska                         | Kariera juniorska               | Kariera juniorska | Kariera juniorska | Kariera juniorska | Kariera juniorska | Kariera juniorska | Kariera juniorska | Kariera juniorska | Kariera juniorska | Kariera juniorska |
| ----------------------------------------- | ------------------------------- | ----------------- | ----------------- | ----------------- | ----------------- | ----------------- | ----------------- | ----------------- | ----------------- | ----------------- |
|                                           | Wifama Łódź                     |                   |                   |                   |                   |                   |                   |                   |                   |                   |
| 2009–2014                                 | PGE Skra Bełchatów (Młoda Liga) |                   |                   |                   |                   |                   |                   |                   |                   |                   |
| Kariera seniorska                         |                                 |                   |                   |                   |                   |                   |                   |                   |                   |                   |
| 2014–2017                                 | Espadon Szczecin                |                   |                   |                   |                   |                   |                   |                   |                   |                   |
| 2017–2018                                 | BBTS Bielsko-Biała              |                   |                   |                   |                   |                   |                   |                   |                   |                   |
| 2018 (do 11.2018)                         | Kladno volejbal.cz              |                   |                   |                   |                   |                   |                   |                   |                   |                   |
| 2018–2022 (od 06.11.2018) (do 26.01.2022) | BBTS Bielsko-Biała              |                   |                   |                   |                   |                   |                   |                   |                   |                   |
| 2022 (od 29.01.2022)                      | Jastrzębski Węgiel              |                   |                   |                   |                   |                   |                   |                   |                   |                   |
| 2022–                                     | Chemeko-System Gwardia Wrocław  |                   |                   |                   |                   |                   |                   |                   |                   |                   |

## Sukcesy klubowe

### młodzieżowe
Młoda Liga:
- 2011, 2012

### seniorskie
I liga:
- 2021
- 2016

PlusLiga:
- 2022[2]